# Cathorops agassizii
Cathorops agassizii is een straalvinnige vissensoort uit de familie van de christusvissen (Ariidae). De wetenschappelijke naam van de soort is voor het eerst geldig gepubliceerd in 1888 door Carl H. en Rosa Smith Eigenmann.